# Носырев, Леонид Викторович
Леони́д Ви́кторович Но́сырев (род. 22 января 1937, Ивантеевка, Московская область) — советский и российский режиссёр-мультипликатор, сценарист, художник-постановщик, художник-мультипликатор. Лауреат Премии Президента Российской Федерации в области литературы и искусства за произведения для детей и юношества (2019). Заслуженный деятель искусств Российской Федерации (2003).

## Биография
Родился 22 января 1937 года в городе Ивантеевка. В 1956 окончил Федоскинскую школу миниатюрной живописи, в 1961 окончил курсы художников-мультипликаторов при «Союзмультфильме» и был принят в штат студии. Участвовал в создании мультфильмов: «История одного преступления» (1962), «Топтыжка» (1964), «Каникулы Бонифация» (1965), «Самый, самый, самый, самый» (1966), «Стеклянная гармоника» (1968), «Бременские музыканты» (1969), «Катерок» (1970).
С 1969 года — режиссёр киностудии «Союзмультфильм», стоял у истоков создания киножурнала «Весёлая карусель» (сюжет «Антошка»). В 1975 году окончил вечернее отделение МГУ им. Ломоносова по специальности теории и истории искусств. С 1996 года — преподаватель ВГИКа.

## Фильмография
| 1962 | История одного преступления                      |           |                                |                                                      |           |
| 1962 | Королева зубная щётка (в титрах не указан)       |           |                                |                                                      | зелёная ✓ |
| 1963 | Африканская сказка                               |           |                                |                                                      | зелёная ✓ |
| 1963 | Миллионер («Большой фитиль»)                     |           |                                |                                                      | зелёная ✓ |
| 1964 | Можно и нельзя                                   |           |                                |                                                      | зелёная ✓ |
| 1964 | На краю тайны                                    |           |                                |                                                      | зелёная ✓ |
| 1964 | Топтыжка                                         |           |                                |                                                      | зелёная ✓ |
| 1965 | Каникулы Бонифация                               |           |                                |                                                      | зелёная ✓ |
| 1966 | Жу-жу-жу                                         |           |                                |                                                      | зелёная ✓ |
| 1966 | Самый, самый, самый, самый                       |           |                                |                                                      | зелёная ✓ |
| 1966 | Сегодня день рождения                            |           |                                |                                                      | зелёная ✓ |
| 1966 | Человек в рамке                                  |           |                                |                                                      | зелёная ✓ |
| 1967 | Будильник                                        |           |                                |                                                      | зелёная ✓ |
| 1967 | Могло случиться                                  |           |                                |                                                      | зелёная ✓ |
| 1967 | Песня о соколе                                   |           |                                |                                                      | зелёная ✓ |
| 1967 | Раз-два, дружно!                                 |           |                                |                                                      | зелёная ✓ |
| 1967 | Четверо с одного двора                           |           |                                |                                                      | зелёная ✓ |
| 1968 | Стеклянная гармоника                             |           |                                |                                                      | зелёная ✓ |
| 1969 | Бременские музыканты                             |           |                                |                                                      | зелёная ✓ |
| 1969 | Антошка («Весёлая карусель» № 1)                 | зелёная ✓ |                                | зелёная ✓                                            |           |
| 1970 | Два весёлых гуся («Весёлая карусель» № 2)        | зелёная ✓ | зелёная ✓                      | зелёная ✓                                            |           |
| 1970 | Внимание! Волки!                                 |           |                                |                                                      | зелёная ✓ |
| 1970 | Катерок                                          |           |                                |                                                      | зелёная ✓ |
| 1970 | Быль-небылица                                    |           |                                |                                                      | зелёная ✓ |
| 1971 | Рыжий, рыжий, конопатый («Весёлая карусель» № 3) | зелёная ✓ |                                | зелёная ✓                                            |           |
| 1971 | Рассказы старого моряка. Необитаемый остров      |           |                                |                                                      | зелёная ✓ |
| 1971 | Только для взрослых (серия мультфильмов)         |           |                                |                                                      | зелёная ✓ |
| 1972 | Бабочка                                          |           |                                |                                                      | зелёная ✓ |
| 1972 | Хомяк-молчун («Весёлая карусель» № 4)            | зелёная ✓ |                                | зелёная ✓                                            |           |
| 1973 | Здоровье начинается дома                         |           |                                |                                                      | зелёная ✓ |
| 1973 | Мы с Джеком                                      |           |                                |                                                      | зелёная ✓ |
| 1974 | Вершки и корешки                                 | зелёная ✓ | зелёная ✓                      |                                                      |           |
| 1975 | Комаров                                          | зелёная ✓ |                                | совместно с Татьяной Колюшевой и Софией Митрофановой |           |
| 1976 | Чуридило                                         | зелёная ✓ |                                |                                                      |           |
| 1977 | Не любо — не слушай                              | зелёная ✓ | совместно с Генрихом Сапгиром  |                                                      |           |
| 1978 | Дождь                                            | зелёная ✓ | совместно с Юрием Ковалём      |                                                      |           |
| 1979 | Волшебное кольцо                                 | зелёная ✓ | совместно с Юрием Ковалём      |                                                      |           |
| 1981 | Тигрёнок на подсолнухе                           | зелёная ✓ | совместно с Юрием Ковалём      |                                                      |           |
| 1983 | Жил у бабушки козёл                              | зелёная ✓ | зелёная ✓                      | совместно с Верой Кудрявцевой-Енгалычевой            |           |
| 1986 | Архангельские новеллы                            | зелёная ✓ | совместно с Юрием Ковалём      |                                                      |           |
| 1987 | Поморская быль                                   | зелёная ✓ |                                |                                                      |           |
| 1988 | Смех и горе у Бела моря                          | зелёная ✓ | совместно с Юрием Ковалём      |                                                      |           |
| 1991 | Mister Пронька                                   | зелёная ✓ | совместно с Юрием Ковалём      |                                                      |           |
| 1992 | Ой, ребята, та-ра-ра!                            | зелёная ✓ | совместно с Юрием Ковалём      | совместно с Татьяной Колюшевой и Софией Митрофановой |           |
| 1993 | Шут Балакирев                                    |           | совместно с Анатолием Петровым |                                                      |           |
| 1993 | Чуффык                                           |           | зелёная ✓                      |                                                      |           |
| 1994 | Фантазёры из деревни Угоры                       | зелёная ✓ | зелёная ✓                      | совместно с Верой Кудрявцевой-Енгалычевой            |           |
| 2003 | Пинежский Пушкин                                 | зелёная ✓ | зелёная ✓                      |                                                      |           |
| 2015 | Про Комарова                                     |           | зелёная ✓                      |                                                      |           |
| 2018 | Белозубка                                        |           | зелёная ✓                      |                                                      |           |

### Документальное кино
В 2013 году о Леониде Викторовиче Носыреве снят документальный фильм «Летела сказка с Севера Архивная копия от 16 февраля 2016 на Wayback Machine».

## Награды
- 1979 — «Волшебное кольцо» — серебряная медаль «За лучшую сказку» на МКФ в Оденсе, 1980 год; приз Всесоюзного кинофестиваля в Душанбе, 1980 год.[3]
- 2003 — Заслуженный деятель искусств Российской Федерации — за заслуги в области искусства[1].
- 2012 — Благодарность Министерства культуры Российской Федерации — за большой вклад в развитие анимационного кино, многолетнюю плодотворную работу и в связи со 100-летним юбилеем российской анимации[4].
- 2013 — Х Международный благотворительный кинофестиваль «Лучезарный Ангел» — Специальный приз дирекции кинофестиваля «За выдающийся вклад в киноискусство» — Леонид Носырев, кинорежиссер, художник, аниматор, заслуженный деятель искусств России, один из создателей киножурнала «Веселая карусель», преподаватель ВГИКа ми. С.А. Герасимова[5].
- 2019 — Премия Президента Российской Федерации в области литературы и искусства за произведения для детей и юношества — за выдающийся вклад в развитие отечественного и мирового анимационного искусства.
- 2020 — Национальная анимационная премия «Икар» в номинации «Мастер».

## Выставки
- Выставки работ семьи Леонида Носырева — Веры Кудрявцевой в Москве и Ивантеевке (2011).[6]
- Юбилей Бориса Шергина в Архангельске отметили выставкой, где были представлены эскизы из мультфильмов по его сказкам (2013).[7]
- Выставка «Незабытый кинематограф. Весёлая карусель» проходил в галерее «Нагорная». На выставке были представлены эскизы и рабочие материалы к сюжетам «Весёлой карусели» из фондов Государственного центрального музея кино и некоторых частных коллекций. Демонстрировался непрерывный показ мультфильмов и документального фильма о создателях «Весёлой карусели».[8]